# Francouzská okupační zóna Německa
Francouzská okupační zóna Německa byla jedním ze čtyř okupačních útvarů, zřízených v červenci 1945 vítěznými spojenci v poválečném Německu na základě výsledků Postupimské konference. 17. dubna 1948 se stala součástí tzv. trizónie.

## Územní rozsah
Rozkládala se na západě a jihozápadě Německa a v době tzv. Výmarské republiky se jednalo o části území dosavadních spolkových zemí:
- Svobodný stát Bádensko
- Svobodný stát Bavorsko
- Lidový stát Hesensko
- Svobodný stát Oldenbursko
- Svobodný stát Prusko
- Svobodný lidový stát Württembersko

V rámci této zóny vytvořila francouzská vojenská vláda roku 1945 následující správní celky:
- provincie Hesensko-Falc
- provincie Porýní-Hesensko-Nasavsko
- země Jižní Bádensko
- země Jižní Württembersko-Hohenzollernsko

30. srpna 1946 pak vzniká země Porýní-Falc. 2. prosince 1946 bylo Jižní Bádensko přejmenováno na Bádensko. 22. července 1947 pak došlo k přejmenování Jižního Württemberska-Hohenzolernska na Württembersko-Hohenzolernsko. Tyto tři země se poté 23. května 1949 staly spolkovými zeměmi SRN. 25. dubna 1952 se spojily Bádensko a Württembersko-Hohenzollernsko s Američany okupovaným Württemberskem-Bádenskem a vytvořily zemi Bádensko-Württembersko.
Sársko, formálně neokupované, s autonomním statusem, se ke Spolkové republice připojilo teprve roku 1956, krok schválený v lidovém referendu v roce 1955.

## Okupační správci
Vojenský velitel
- květen – červenec 1945: Jean de Lattre de Tassigny

Vojenský guvernér
- červenec 1945 – 21. září 1949: Marie-Pierre Kœnig

Vysoký komisař
- 21. září 1949 – 5. května 1955: André François-Poncet